# Lee Hee-ho
Lee Hee-ho , a volte scritto come Lee Hui-ho ( 이희호 ?,  李姬鎬LR; Keijō, 21 settembre 1922 – Seul, 10 giugno 2019) è stata un'attivista sudcoreana per i diritti delle donne e per la pace, dal 1998 al 2003 First Lady della Corea del Sud durante la presidenza di suo marito Kim Dae-jung.
È ampiamente considerata come una delle femministe pioniere della Corea del Sud. Per tutta la vita sostenne l'emancipazione delle donne e l'eliminazione della discriminazione di genere. Dopo il suo matrimonio, lavorò per i movimenti democratici con suo marito in due decenni di regimi autoritari. Durante e dopo la presidenza del marito, partecipò e condusse importanti lavori per migliorare le relazioni intercoreane. Lee presiedette il Kim Dae Jung Peace Center, fondato da suo marito per promuovere la pace e relazioni intercoreane costruttive e per alleviare la povertà.

## Biografia
Lee nacque a Keijō, l'odierna Seul, il 21 settembre 1922 durante il periodo in cui la Corea era sotto il dominio giapponese. Il padre di Lee fu la quarta persona a ricevere una licenza medica in Corea dopo essersi laureato al Severance Medical College; sua madre era una fedele metodista nata in una famiglia dedita alla medicina tradizionale coreana.
Quando Lee aveva 18 anni, sua madre morì e questo la portò alla decisione di vivere secondo tre principi: non sposarsi, mantenersi in salute e studiare, secondo il suo libro "To Accompany". Inoltre, la sua profonda fede nel metodismo e i continui sforzi accademici furono influenzati da sua madre.
Dopo essersi diplomata alla Ewha Girls High School, Lee frequentò il dipartimento di scienze umane e arti dell'Ewha College nel 1942. Tuttavia, non fu in grado di laurearsi a causa delle politiche coloniali giapponesi dell'epoca. Nel 1946 andò al College of Education dell'Università nazionale di Seul per specializzarsi in letteratura inglese, preferendo però specializzarsi in istruzione quando era al secondo anno. Era la rappresentante del suo college presso il sindacato studentesco dell'università. Nel febbraio 1950, diversi mesi prima dello scoppio della guerra di Corea, Lee si laureò alla Seoul National University. In seguito Lee ottenne un master studiando al Scarritt College for Christian Workers e alla Lambuth University.

## Carriera

### Femminista di prima generazione
Durante la guerra di Corea, Lee lasciò Seul e si trasferì a Busan dove fondò con i suoi amici l'Organizzazione giovanile delle donne coreane in contrapposizione alla lega femminile del Partito comunista della Corea del Nord. Dopo aver lasciato l'Organizzazione a causa della sua funzione in realtà limitata esclusivamente all'assistenza agli ufficiali militari e di polizia, Lee lavorò per la divisione giovanile del Consiglio nazionale delle chiese in Corea.
Nel 1952 Lee co-fondò il Research Institute for Women's Issues con le sue colleghe attiviste per i diritti delle donne tra cui Lee Tai-young e diresse l'Istituto come secondo presidente dal 1964 al 1970.

### First Lady della Corea del Sud (1998-2003)
Nel giugno 2000, la First Lady Lee Hee-ho accompagnò  il marito in Corea del Nord per il vertice intercoreano del 2000: fu la prima volta che i leader della Corea del Nord e della Corea del Sud si sono incontrati faccia a faccia dalla divisione della Corea . Il presidente Kim Dae-jung e Lee hanno incontrato Kim Jong-il durante il vertice.

### Sostenitrice della pace
Lee rimase attiva in politica, diplomazia e relazioni intercoreane durante i gli anni '80 e '90.  Effettuò diverse visite in Corea del Nord per promuovere il dialogo e migliori relazioni tra i due paesi. Si recò a Pyongyang nel dicembre 2011 in seguito alla morte di Kim Jong Il.
All'età di 92 anni, Lee guidò una delegazione di 18 membri in un viaggio di buona volontà in Corea del Nord dal 5 all'8 agosto 2015. La delegazione includeva l'ex ministro della Cultura Kim Sung-jae, lo studioso Paik Nak-chung e diversi educatori, ma nessun membro del governo sudcoreano in carica.
Nel marzo 2017, un sondaggio dell'opinione pubblica ha mostrato che Lee Hee-ho era la migliore first lady nella storia della Corea del Sud. Il 46% degli intervistati aveva un'opinione positiva di lei e solo il 5,7% ne aveva una negativa.
Il 10 giugno 2019, Lee morì al Severance Hospital di Seul, in Corea. Aveva 96 anni.Il portavoce del Kim Dae Jung Peace Center da lei presieduto confermò che era morta di vecchiaia.

## Vita privata
Nel 1962 Lee sposò Kim Dae-jung. Lo sono stati fino alla morte di lui, nel 2009. Hanno avuto un figlio, Kim Hong-gul.